# Theodor Balș
Theodor Balș (1790 – 1867), hatman și mare logofăt al Moldovei în vremea domniei lui Mihail Sturdza.
Este întemeietorul târgului Darabani, ctitorul Bisericii Sf. Nicolae și al conacului din localitate, precum și al primei școli sătești de stat din Moldova, tot la Darabani.